# Бари (народ)
Бари  је народ који живи у централној Африци. Насељавају шире просторе око Џубе главног града Јужног Судана. Има их укупно око 60-70 хиљада и практикују традиционална афричка веровања. Говоре бари језиком из нилотске групе. Углавном се баве пољопривредом.
Народ Бари или Каро је подељен на следећа племена:
- Бари
- Паџулу
- Каква
- Куку
- Њанвара
- Мундари